# Ilex malaccensis
Ilex malaccensis är en järneksväxtart som beskrevs av Ludwig Eduard Loesener. Ilex malaccensis ingår i släktet järnekar, och familjen järneksväxter. Utöver nominatformen finns också underarten I. m. ferruginifolia.